# 黃家維
黃家維（1981年—），現職香港海關高級督察。
曾任民建聯政制事務副發言人、青年民建聯副主席。

## 學歷
2003年於香港大學社會科學院畢業，主修政治及公共行政學；2018年取得香港大學公共行政碩士，並以優異(Distinction)成績畢業。

## 曾擔任職務
1. 民建聯政制事務副發言人(2006-2008)
2. 青年民建聯副主席(2008-2009)
3. 東區區議會環境及衛生事務委員會增選委員(2006-2007)
4. 東區區議會經濟及勞工事務委員會增選委員(2005)

## 政制事務副發言人
黃家維除了在港島東區服務居民外，亦於2006年獲民建聯委任為政制事務副發言人。2007年7月6日與譚耀宗、蘇錦樑就香港政制發展闡述民建聯的立場。建議採取先易後難的方法，先於2017年推行行政長官普選。